# Клайд (Альберта)
Клайд (англ. Clyde) — село в Канаді, у провінції Альберта, у складі муніципального району Вестлок.

## Населення
За даними перепису 2016 року, село нараховувало 430 осіб, показавши скорочення на 14,5%, порівняно з 2011-м роком. Середня густина населення становила 327,7 осіб/км².
З офіційних мов обидвома одночасно володіли 20 жителів, тільки англійською — 410, а 5 — жодною з них. Усього 20 осіб вважали рідною мовою не одну з офіційних, з них 5 — українську.
Працездатне населення становило 205 осіб (62,1% усього населення), рівень безробіття — 12,2% (10% серед чоловіків та 14,3% серед жінок). 85,4% осіб були найманими працівниками, а 12,2% — самозайнятими.
Середній дохід на особу становив $43 257 (медіана $33 664), при цьому для чоловіків — $59 959, а для жінок $30 210 (медіани — $48 128 та $26 240 відповідно).
36,4% мешканців мали закінчену шкільну освіту, не мали закінченої шкільної освіти — 30,3%, 31,8% мали післяшкільну освіту0.
| Статево-вікова структура населення | Статево-вікова структура населення | Статево-вікова структура населення | Статево-вікова структура населення | Статево-вікова структура населення |
| ---------------------------------- | ---------------------------------- | ---------------------------------- | ---------------------------------- | ---------------------------------- |
|                                    |                                    |                                    |                                    |                                    |
| Всього                             | Всього                             | 50,0%                              |                                    |                                    |
| 0 — 14 років                       | 0 — 14 років                       |                                    | 19,5%                              | 19,5%                              |
| 15 — 64 років                      | 15 — 64 років                      |                                    | 66,7%                              | 66,7%                              |
| 65 і більше                        | 65 і більше                        |                                    | 13,8%                              | 13,8%                              |
| Середній вік (років)               | Середній вік (років)               | 40,738,5                           | 39,6                               | 39,6                               |
| Медіана (років)                    | Медіана (років)                    | 42,639,9                           | 41,8                               | 41,8                               |
| — чоловіки — жінки                 |                                    |                                    |                                    |                                    |

| Походження мешканців:     | Походження мешканців:     | Походження мешканців: | Походження мешканців: | Походження мешканців: |
| ------------------------- | ------------------------- | --------------------- | --------------------- | --------------------- |
| Походження                |                           |                       | осіб                  | %                     |
| Корінні американці        | Корінні американці        |                       | 60                    | 13.95%                |
| Інше північноамериканське | Інше північноамериканське |                       | 170                   | 39.53%                |
| Європейське               | Європейське               |                       | 330                   | 76.74%                |
| британське                | британське                |                       | 145                   | 33.72%                |
| французьке                | французьке                |                       | 95                    | 22.09%                |
| українське                | українське                |                       | 80                    | 18.6%                 |
| Карибське                 | Карибське                 |                       | 15                    | 3.49%                 |
| Азійське                  | Азійське                  |                       | 25                    | 5.81%                 |

| Зайнятість населення за галузями (за класифікацією NOC): | Зайнятість населення за галузями (за класифікацією NOC): | Зайнятість населення за галузями (за класифікацією NOC): | Зайнятість населення за галузями (за класифікацією NOC): | Зайнятість населення за галузями (за класифікацією NOC): |
| -------------------------------------------------------- | -------------------------------------------------------- | -------------------------------------------------------- | -------------------------------------------------------- | -------------------------------------------------------- |
|                                                          |                                                          |                                                          |                                                          |                                                          |
| Управління                                               | Управління                                               |                                                          | 7,5%                                                     | 7,5%                                                     |
| Бізнес, фінанси та адміністрування                       | Бізнес, фінанси та адміністрування                       |                                                          | 10%                                                      | 10%                                                      |
| Охорона здоров'я                                         | Охорона здоров'я                                         |                                                          | 5%                                                       | 5%                                                       |
| Освіта, правозахист, муніципальні та урядові служби      | Освіта, правозахист, муніципальні та урядові служби      |                                                          | 5%                                                       | 5%                                                       |
| Мистецтво, культура, відпочинок та спорт                 | Мистецтво, культура, відпочинок та спорт                 |                                                          | 5%                                                       | 5%                                                       |
| Роздрібна торгівля та послуги                            | Роздрібна торгівля та послуги                            |                                                          | 27,5%                                                    | 27,5%                                                    |
| Гуртова торгівля, транспорт та обладнання                | Гуртова торгівля, транспорт та обладнання                |                                                          | 37,5%                                                    | 37,5%                                                    |

## Клімат
Середня річна температура становить 1,9°C, середня максимальна – 21,2°C, а середня мінімальна – -22,9°C. Середня річна кількість опадів – 466 мм.
| Клімат поселення                              | Клімат поселення | Клімат поселення | Клімат поселення | Клімат поселення | Клімат поселення | Клімат поселення | Клімат поселення | Клімат поселення | Клімат поселення | Клімат поселення | Клімат поселення | Клімат поселення | Клімат поселення |
| Показник                                      | Січ.             | Лют.             | Бер.             | Квіт.            | Трав.            | Черв.            | Лип.             | Серп.            | Вер.             | Жовт.            | Лист.            | Груд.            |                  |
| Середній максимум, °C                         | −9,06            | −4,28            | 1,20             | 10,35            | 17,09            | 21,19            | 20,38            | 19,76            | 14,46            | 9,01             | −1,36            | −8,54            |                  |
| Середня температура, °C                       | −15,98           | −11,2            | −5,72            | 3,42             | 10,16            | 14,26            | 16,04            | 15,42            | 10,13            | 4,70             | −5,71            | −12,87           |                  |
| Середній мінімум, °C                          | −22,91           | −18,15           | −12,66           | −3,51            | 3,22             | 7,30             | 11,71            | 11,08            | 5,79             | 0,35             | −10,04           | −17,2            |                  |
| Норма опадів, мм                              | 25               | 13               | 19               | 27               | 44               | 92               | 88               | 59               | 36               | 23               | 23               | 17               |                  |
| Середньомісячна швидкість вітру, м/с          | 3.20             | 3.20             | 3.30             | 3.60             | 3.60             | 3.20             | 3.00             | 2.90             | 3.08             | 3.40             | 3.28             | 3.20             |                  |
| Середньомісячна сонячна радіація, кДж/м²·день | 3192             | 6735             | 12099            | 17392            | 20558            | 21980            | 22004            | 18310            | 12352            | 7199             | 3533             | 2322             |                  |
| --------------------------------------------- | ---------------- | ---------------- | ---------------- | ---------------- | ---------------- | ---------------- | ---------------- | ---------------- | ---------------- | ---------------- | ---------------- | ---------------- | ---------------- |
| Джерело:                                      |                  |                  |                  |                  |                  |                  |                  |                  |                  |                  |                  |                  |                  |